# Otočić Ruda
Otočić Ruda är en ö i Kroatien.   Den ligger i länet Dubrovnik-Neretvas län, i den sydöstra delen av landet, 400 km söder om huvudstaden Zagreb. Arean är 0,38 kvadratkilometer.
Terrängen på Otočić Ruda är lite kuperad. Öns högsta punkt är 70 meter över havet. Den sträcker sig 0,7 kilometer i nord-sydlig riktning, och 0,7 kilometer i öst-västlig riktning.